# Luciano Caglioti
Luciano Caglioti (Róma, 1933. november 13. – 2021. december 2.) olasz szerves kémikus, egyetemi tanár, a Magyar Tudományos Akadémia tiszteleti tagja (1995).
1971 óta a római La Sapienza Egyetem szerves kémia professzora. Dolgozott még a svájci Eidgenössische Technische Hochschule-én, a Milánói Műszaki Egyetemen és a Bolognai Egyetemen. 
Tagja a New York-i Tudományos Akadémiának, a Magyar Tudományos Akadémiának és a Modena Katonai Akadémiának.